# Sorcha Groundsell
Sorcha Groundsell, född 15 februari 1998 i Bristol, är en skotsk, brittisk skådespelare.

## Biografi
Sorcha Groundsell är född i Bristol och uppvuxen på ön Lewis i Yttre Hebriderna. Hon talar flytande gaeliska. Hon är utbildad vid Royal Conservatoire of Scotland. Hon har bland annat medverkat i Netflixserien The Innocents där hon spelar dottern June, en av seriens huvudroller, som har övernaturliga förmågor. Hon har även medverkat i TV-serierna En mördares leende och Crime. Hon spelar den ledande rollen, som polisen Kat Crichton, i den gaeliska TV-serien Mordet på ön.

## Filmografi (i urval)
- 2016 – En mördares leende (TV-serie)
- 2018 – The Innocents (TV-serie)
- 2021 – Crime (TV-serie)
- 2025 – Mordet på ön (TV-serie)